# Сасе (Вишеград)
Сасе (серб. Сасе / Sase) — село в общине Вишеград Республики Сербской Боснии и Герцеговины. Население составляет 39 человек по переписи 2013 года.